# Surduc (gmina)
Surduc – gmina w Rumunii, w okręgu Sălaj. Obejmuje miejscowości Brâglez, Cristolțel, Solona, Surduc, Teștioara, Tihău i Turbuța. W 2011 roku liczyła 3461 mieszkańców.